# Haploptychius sahyadriensis
Haploptychius sahyadriensis — вид наземних черевоногих молюсків з родини Streptaxidae. Описаний у 2022 році.

## Поширення
Ендемік Індії. Поширений у горах Західні Гати у штаті Магараштра.

## Опис
Відрізняється від інших індійських і південно-східноазійських представників роду наявності підкосо-спіралеподібної раковини, низького шпиля та наявності однієї міцної пристінкової пластинки. Вид має унікальну статеву анатомію, оскільки має довгий пеніс з пеніальним футляром, наявність пеніального апендикса, пеніальних гачків, атріуму та вагіни з поздовжніми виступами та неправильними поперечними виступами відповідно, але без будь-яких гачків. Він має блискучий м'яз біля місця з'єднання піхви, гаметолітичної протоки та вільного яйцепроводу.